# Limes-Thermen

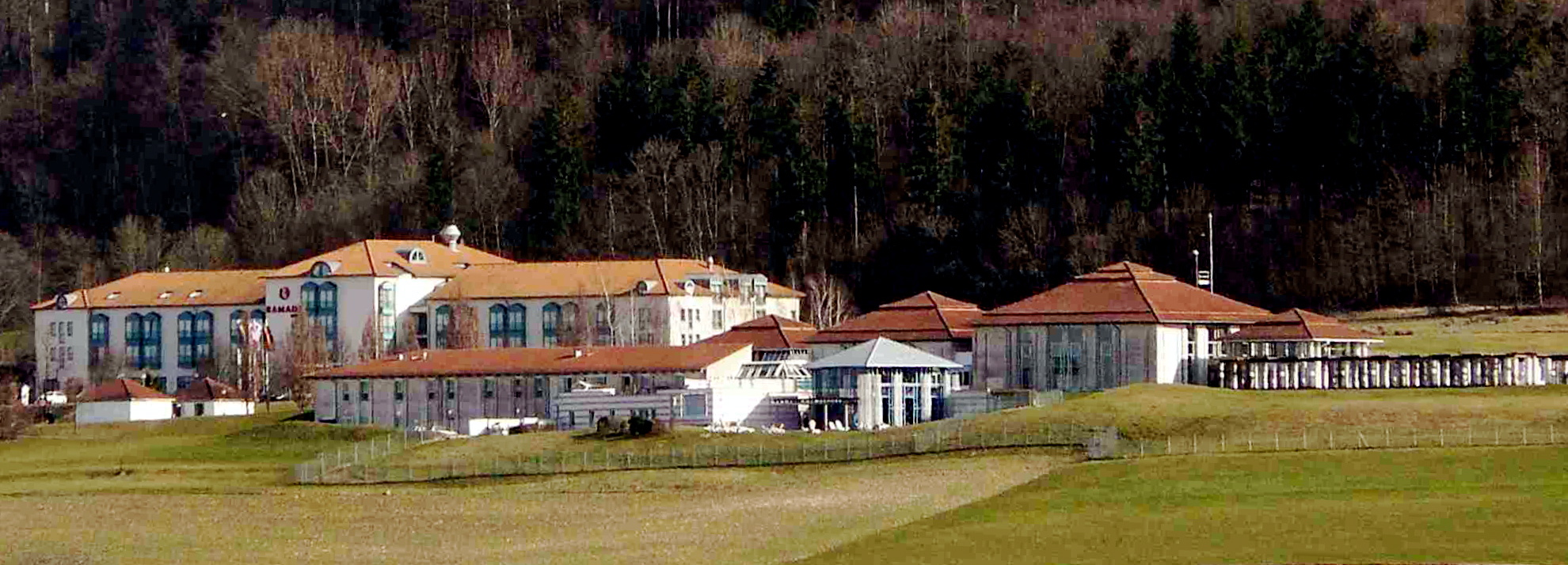
Blick aus Nordwesten

Die Limes-Thermen sind ein Thermalbad in Aalen (Baden-Württemberg). Die 1985 eröffneten Thermen wurden in römisch-antikem Stil erbaut und liegen auf einem Hang südwestlich oberhalb des Stadtzentrums im Gewann Heuchelbach.

## Geschichte
Die Idee, am Hang des Langert am Albtrauf oberhalb Aalens nach Thermalwasser zu suchen, geht auf Forschung des Geologen Eugen Seibold im Jahr 1948 über den Verlauf des Schwäbischen Lineament in diesem Bereich zurück. Auf Initiative des Aalener Stadtkämmerers Eduard Obermayer ab 1977 hin beschloss der Aalener Gemeinderat einstimmig, für 500.000 Mark (entspräche heute inflationsbereinigt ca. 740.600 Euro) Probebohrungen auf einem Grundstück an der Osterbucher Steige durchzuführen, das hierzu von der Stadt angekauft wurde. Die Bohrungen fanden daraufhin ab Ende 1979 statt und stießen nach fünfmonatiger Bohrzeit im März 1980 auf Thermalwasser.
In der Folge wurde an der Osterbucher Steige ein provisorisches, unüberdachtes Schwimmbecken errichtet, sowie gleichzeitig der Bau der Thermalbad-Anlage in ungefähr 700 Metern Entfernung zur Quelle in Auftrag gegeben. Hierfür wurde ein Entwurf des Architekten Rudolf Wienands ausgewählt, der das Bad in Anspielung auf die römische Vergangenheit Aalens und der Lage in der Nähe des Limes an den Stil antiker römischer Bäder anlehnte. Nach dem Spatenstich 1983 wurden die Limes-Thermen daraufhin am 19. April 1985 eingeweiht.
Die Baukosten der Limes-Thermen betrugen insgesamt 28 Millionen Mark (entspräche heute inflationsbereinigt ca. 36.803.000 Euro). Die Finanzierung erfolgte dabei zu einem Teil über die Ausgabe von Unternehmensanteilen an den Limes-Thermen für je 2.000 Mark, mit denen sich Bürger als Kommanditisten beteiligen konnten. Die Stadt Aalen bewarb dies aktiv unter ihren Einwohnern. Auf diese Weise kamen insgesamt sechs Millionen Mark der Finanzierung zustande. Die Stadt Aalen beteiligte sich darüber hinaus direkt mit sechs Millionen Mark und die Bundesrepublik Deutschland mit zwei Millionen Mark, der Rest der Finanzierung lief über ein Darlehen der Sparkasse.
1992 ging der Betrieb der Limes-Thermen in die Stadtwerke Aalen über.
1993 erfolgte der Bau einer Hotelanlage, die an die Limes-Thermen angrenzt. Das Hotel verfügt dabei über einen eigenen Zugang zur Badeanlage.
Die größte Anzahl an Besuchern verzeichneten die Limes-Thermen im Jahr 2000 mit mehr als 344.000 Gästen. Im Jahr 2019 besuchten insgesamt ca. 262.000 Gäste das Thermalbad.

## Anlage
Das Bad verfügt über fünf Becken mit 34 bis 36 °C warmem Thermalwasser. Das große, kreisförmige Bewegungsbecken im Innern der Therme umfasst 209 m² und hat eine Wassertemperatur von 34 °C. Das rechteckige Außenbecken (35 °C) wird von Säulen in römischem Stil umgeben und ist 99 m² groß. Das 99 m² große Therapiebecken (34 °C) ist das römische Herz der Anlage. In der Grundform rund mit flachen, treppenförmigen Ausbuchtungen, eingefasst in Säulen unter einem dunkelblauen Deckengewölbe mit Sternen, können die Badegäste klassisches römisches Ambiente genießen. In regelmäßigen Abständen wird dieses Becken zu Therapiezwecken für den öffentlichen Badeverkehr gesperrt. Ein weiteres Therapiebecken (26 m², 34 °C) ist dauerhaft der Therapie vorbehalten. Das Warm-Grottenbecken mit 25 m² und 36 °C Wassertemperatur ist als Halbkreis geformt und bietet Bänke zur Entspannung im Wasser. Im daneben gelegenen Becken mit etwa 2 m² Grundfläche kann man sich in kaltem Wasser abkühlen.
Alle Becken sind maximal 1,30 m tief und verfügen über Massagedüsen mit 1,5 bar. Kleine Fontänen, Wasserfälle und andere Wasserspiele sind in fast allen Becken untergebracht.
Das Bad umfasst einen Saunakomplex mit vier unterschiedlichen Saunatypen. So gibt es ein römisch-irisches Dampfbad, ein Schwitzraum, eine finnische Blockhaussauna und eine Panoramasauna.
Weitere Bestandteile der Anlage sind eine Kneippanlage, ein Außenbereich mit Liegemöglichkeit, ein Ruheraum sowie ein angegliedertes Restaurant und Café.

## Charakteristik des Thermalwassers
Das Wasser wurde 1980 bei einer Bohrung am Schwäbischen Lineament, einer auf 140 km Länge verfolgbaren Schichtenverwerfung am Rand der Schwäbischen Alb, in 650 Meter Tiefe entdeckt. Dieses staatlich anerkannte Heilwasser ist eine fluoridhaltige Calcium-Natrium-Sulfat-Therme mit Mineralwasser. Die Mineralisation beträgt 3600 mg/l. Die Temperatur am Brunnenaustritt liegt bei 36,4 °C. Von der Schüttung von 12 Litern pro Sekunde (rund 43 m³ pro Stunde) werden 9,5 m³ pro Stunde aus dem Brunnen gefördert. Das Wasser stammt aus der letzten Eiszeit und ist etwa 12.000 bis 14.000 Jahre alt, somit ist es von Verschmutzung weitgehend unbeeinflusst.

## Therapie und Heilwirkung
Die behindertengerechte Einrichtung umfasst im Wesentlichen folgende Punkte:
- Physikalische Therapieabteilung,
- Physiotherapie,
- Krankengymnastik,
- Fußpflege,
- Massage,
- Kneippanlage,
- Fußreflexzonenpfad.

Nach eigenen Angaben soll die Therapie in den Thermen folgende Beschwerden lindern oder besonders gut behandeln:
- chronischen Erkrankungen bzw. Funktionsstörungen des gesamten Muskel-Skelett-Systems, dem so genannten Rheumatischen Formenkreis,
- Erkrankungen der Gelenke, speziell der Hüfte, der Knie, der Sprunggelenke sowie der Wirbelsäule,
- zur Regeneration nach Operationen oder Verletzungen,
- Venenleiden und Gewebswasseransammlungen (Ödeme),
- arterielle Durchblutungsstörungen,
- leichte Herzerkrankungen,
- Übergewicht,
- und Atemwegserkrankungen.

Allgemein wird die Behandlung in folgenden Bereichen angeboten: Orthopädie, Traumatologie, Sportmedizin, Neurologie, Innere Medizin und Lymphologie.

## Sonstiges
Von den Limes-Thermen hat man eine gute Sicht über die Stadt Aalen, das umgebende Welland, den Braunenberg, in das Remstal und in die Ellwanger Berge.
Die Anfahrt mit öffentlichen Verkehrsmitteln erfolgt über eine Busverbindung vom Bahnhof Aalen (ZOB) an Werktagen stündlich, an Samstagen, Sonntagen und gesetzlichen Feiertagen in der Regel im Zweistundentakt.
Bei der Eröffnung der Anlage 1985 sprang der damalige Aalener Oberbürgermeister Ulrich Pfeifle, damals jüngster Oberbürgermeister Baden-Württembergs, komplett mit Anzug bekleidet ins Wasser.